# (500591) 2012 UY101
(500591) 2012 UY101 es un asteroide perteneciente al cinturón de asteroides descubierto el 13 de noviembre de 2007 por el equipo del Mount Lemmon Survey desde el Observatorio del Monte Lemmon, Arizona, Estados Unidos.

## Designación y nombre
Designado provisionalmente como 2012 UY101.

## Características orbitales
2012 UY101 está situado a una distancia media del Sol de 3,019 ua, pudiendo alejarse hasta 3,475 ua y acercarse hasta 2,564 ua. Su excentricidad es 0,150 y la inclinación orbital 8,708 grados. Emplea 1916,75 días en completar una órbita alrededor del Sol.

## Características físicas
La magnitud absoluta de 2012 UY101 es 16,6. 